# Гай Сервілій Структ Агала (консул 478 року до н. е.)
Гай Серві́лій Структ Ага́ла (лат. Caius Servilius Structus Ahala; ? — 478 до н. е.) — політик, державний діяч Римської республіки, консул 478 року до н. е.

## Біографічні відомості
Походив з патриціанського роду Сервіліїв. Про батьків, молоді роки його відомостей немає.
478 року до н. е. його було обрано консулом разом з Луцієм Емілієм Мамерком, але того ж року він помер ще до кінця своєї каденції, через що було обрано консулом-суффектом Опітера Вергінія Есквіліна. 